# Бенардос, Николай Николаевич
Никола́й Никола́евич Бенардо́с (8 (26) июня 1842, Бенардосовка, Херсонская губерния — 21 (8) сентября 1905, Фастов, Киевская губерния) — русский инженер и изобретатель греческого происхождения, создатель электрической дуговой сварки (метод «Электрогефест», 1881). Автор около 200 изобретений в различных областях техники, ему также принадлежит разработка точечной и шовной контактной сварки.

## Биография

### Детские и юношеские годы
Николай Бенардос родился 8 (26) июня 1842 июля в селе Бенардосовка Бобринецкого уезда Херсонской губернии Российской империи (ныне село Мостовое Братского района Николаевской области Украины) в семье с военными традициями. Его дед по отцовской линии, грек по происхождению, генерал-майор Пантелеймон Егорович Бенардос, был одним из героев Отечественной войны 1812 года; его портрет находится в Военной галерее Зимнего дворца. Отец, Николай Пантелеймонович Бернадос, участвовал в Крымской войне 1853—1856 годов и вышел в отставку в чине полковника. Поскольку мужчины семьи были военными, вопросами воспитания и начального образования Николая занималась преимущественно мать, Екатерина Васильевна Свешникова, дочь помещика из Луха Костромской губернии. По материнской линии изобретатель происходил от рода Демидовых: дед его матери, Василий Львович Свешников, был женат на Елизавете Львовне Демидовой.
Детские годы Николая прошли в имении родителей Новоукраинка Херсонской губернии. Он получил домашнее начальное образование. Уже в детстве проявлял большой интерес к ремёслам, особенно к слесарному и кузнечному, много времени проводил в усадебных мастерских, где приобрёл практические навыки.
В 1862 году, по желанию отца, Николай Бенардос поступил на медицинский факультет Киевского Императорского университета Св. Владимира. Во время учёбы он сделал своё первое известное изобретение — пломбу из серебра. Как сообщается, он самостоятельно изготовил и установил такую пломбу («серебряную пуговку») своему денщику, избавив его от зубной боли.
Однако медицина не стала его призванием. В 1866 году Бенардос перевёлся в Петровскую земледельческую и лесную академию в Москве (ныне ТСХА), выбрав направление сельскохозяйственных наук. Проучившись там около трёх лет, до 1869 года, он покинул академию, чтобы полностью посвятить себя изобретательству. Ещё будучи студентом, он разрабатывал усовершенствования для сельскохозяйственных орудий; например, в 1866 году создал проект плуга с вращающимся отвалом, предназначенного для более аккуратной вспашки верхнего слоя почвы с целью уменьшения трения, но этот проект не был реализован.
Весной 1867 года Бенардос посетил Всемирную выставку в Париже, надеясь найти там финансовую поддержку и возможности для реализации своих изобретательских идей. Он также побывал в Испании, Великобритании и Германии, однако подробности этих поездок малоизвестны. Осенью 1867 года он вернулся в Москву.

### Лухский период
В конце декабря 1867 года Николай Бенардос приехал в Лух Юрьевецкого уезда Костромской губернии, где находилось родовое имение его матери, для решения хозяйственных вопросов. Живописные окрестности заштатного городка ему понравились, и он стал часто бывать в этих краях. Здесь, в Юрьевецком уезде, он познакомился с Анной Алексеевной Лебедевой, дочерью местного содержателя постоялого двора, и в 1868 году женился на ней. Бенардос решил обосноваться в Лухском уезде. В двенадцати вёрстах от Луха, на лесном участке, перешедшем к нему от матери, он построил усадьбу, названную «Привольное». В усадьбе был возведён двухэтажный дом, разбит большой фруктовый сад и оранжерея. Главное же — были оборудованы мастерские для столярных, плотницких, слесарных, механических и кузнечных работ.
Поначалу Бенардос планировал заниматься сельским хозяйством, но тяга к изобретательству взяла верх. Он сконструировал и изготовил несколько сельскохозяйственных орудий, а затем полностью посвятил себя инженерным разработкам, включая создание первой механической стиральной машины. Практически все свои средства он вкладывал в технические исследования и в улучшение жизни местных крестьян. Бенардос оказывал им медицинскую помощь, открыл аптеку, откуда бесплатно выдавал лекарства. В усадьбе он построил школу для крестьянских детей (первую в округе), библиотеку, всё это содержалось на его средства.
В 1870—1873 годах Бенардоса избирали гласным Юрьевецкого уездного и Костромского губернского земских собраний. Он выступал с предложениями по улучшению системы здравоохранения и санитарного контроля, а также добился от уездного земского собрания постановления ходатайствовать перед правительством о введении обязательного обучения.
В 1873 году произошёл инцидент, имевший для Бенардоса серьёзные последствия: вместе с братьями Телепневыми он участвовал в наказании розгами местного земского врача Алферьева. Последовало судебное разбирательство, длившееся больше года, во время которого Бенардос находился под стражей. Костромской окружной суд приговорил его и братьев Телепневых к лишению всех прав состояния и ссылке в Сибирь на житьё. Позднее эта мера была заменена трёхмесячным арестом на гауптвахте с сохранением лишения прав занимать государственные или общественные должности. Этот процесс потребовал значительных средств и подорвал материальное и моральное состояние изобретателя.
После освобождения Бенардос взялся за реализацию идеи, возникшей у него ещё в 1873 году, — постройку колёсного парохода-вездехода. Над проектом, который занял около пяти лет, изобретатель работал с помощью местных кузнецов. Судно было спроектировано так, чтобы преодолевать речные перекаты, мели, а при необходимости — обходить мельничные плотины и другие препятствия по суше. Весной 1877 года пароход «Николай» был спущен на воду реки Лух. Для испытаний Бенардос совершил плавание по Луху и Клязьме до Гороховца, успешно преодолевая мели и обходя по берегу плотину. Затем судно было доставлено в Санкт-Петербург для демонстрации, однако проект не вызвал интереса у чиновников и промышленников. Впоследствии пароход был продан на слом и разобран.
В феврале 1877 года Бенардос запатентовал снаряд для перевозки дров и других малогабаритных грузов, но и это изобретение не пошло в массовое производство.
В последующие годы Николай Бенардос всё больше углублялся в работы по электротехнике. Экспериментируя с вольтовой дугой для нагрева металла перед ковкой, он заметил, что дуга способна оплавлять и соединять металлические части.
В середине 1870-х годов Бенардос познакомился с инженером Андреем Бюксенмейстером, владельцем электротехнического завода под Кинешмой. Сотрудничество с Бюксенмейстером позволило Бенардосу активнее экспериментировать с электрической дугой и аккумуляторами.
Однако для финансирования своих обширных исследований Бенардосу не хватало средств. Он был вынужден продать часть земель и заложить усадьбу «Привольное». В конце концов, из-за финансовых трудностей он оставил имение на управляющего и в 1879 году уехал в Санкт-Петербург.

### Петербургский период и мировое признание
Переехав в Санкт-Петербург, Бенардос тщетно пытался восстановить свои права на государственную службу и поступил на работу на завод электротехнического отдела при товариществе «Яблочков-изобретатель и К°». С основателем товарищества, Павлом Николаевичем Яблочковым, Бенардос был знаком с 1876 года. На заводе Бенардос участвовал в работах по внедрению электрического освещения, помогая «популяризировать» свечи Яблочкова, и сделал ряд вспомогательных изобретений: специальный подсвечник с автоматическим переключением тока, машину для изолировки кабеля, машину для оплётки проводов и др.
Весной 1881 года Н. Н. Бенардос как сотрудник фирмы Яблочкова отправился в Париж на Международную электрическую выставку, где представил усовершенствованный им аккумулятор. Работая в предоставленной ему лаборатории над улучшением аккумуляторов и систем освещения, Бенардос окончательно оформил своё главное изобретение — способ электрической дуговой сварки и резки металлов, названный им «Электрогефест». Этот метод, продемонстрированный на выставке, произвёл сенсацию, получил золотую медаль и принёс изобретателю мировую известность.
Вернувшись в Санкт-Петербург, Бенардос продолжил совершенствовать свой метод. Запатентовать «Электрогефест» сразу он не смог из-за нехватки средств; по некоторым данным, П. Н. Яблочков также советовал сначала доработать технологию. Только в 1885 году, после продажи его усадьбы «Привольное» за долги, Бенардос подал заявку на российскую привилегию, которая была выдана в конце 1886 (начале 1887 по новому стилю) года. Финансирование патентования за рубежом взял на себя петербургский купец и домовладелец Станислав Антонович Ольшевский, который, по имеющимся сведениям, познакомился с Бенардосом в 1884 году и предложил поддержку в обмен на статус совладельца патентов. В 1885—1887 годах патенты на «Электрогефест» были получены во многих странах Европы и в США.
В 1885 году в Санкт-Петербурге Н. Н. Бенардос и С. А. Ольшевский с партнёрами основали товарищество «Электрогефест», открыв первую в мире специализированную сварочную мастерскую. Технология быстро получила признание. В Россию приезжали зарубежные специалисты для ознакомления с методом, которые затем способствовали его распространению в своих странах. К середине 1890-х годов электросварка была внедрена более чем на 100 заводах Западной Европы и в США.
В России дуговую сварку впервые применили в Иваново-Вознесенске. С 1888 года метод начали использовать в Рославльских железнодорожных мастерских для ремонта подвижного состава. Свидетельством раннего интереса к промышленному применению сварки является письмо конторы «Электрогефеста» к Бенардосу от 15 марта 1888 года. В нём сообщалось о намерении управляющего Александровским заводом Грабовского прислать на сварку железную вагонную ось и содержался запрос, сможет ли Бенардос или его коллега Н. В. Майков выполнить эту работу. Способ быстро распространился по заводам и мастерским страны. Широкое международное признание метода «Электрогефест» в 1890-е годы подтверждается списком предприятий, использовавших эту технологию. В России среди них были заводы Лильпоп, Рау и Левенштейн в Варшаве, А. Е. Струве в Коломне, Пермские пушечные заводы, Невский механический завод. За рубежом технологию Бенардоса применяли ведущие промышленные компании Германии (Крупп, Шварцкопф, Гутехоффнунгсхютте), Франции (Ле-Крёзо, общества Коммантри), Австро-Венгрии (Витковицкие заводы) и Великобритании (более 20 компаний, включая Армстронг, Митчелл и Ко, Виккерс, сыновья и Ко, Джон Браун и Ко).
К 1892 году Н. Н. Бенардос разработал варианты электросварки угольным и металлическим электродом, сварку на переменном токе, в струе защитного газа, под флюсом, заложил основы автоматизации процесса.
На IV Всероссийской электрической выставке в Санкт-Петербурге в январе 1892 года экспозиция Бенардоса включала более 30 изобретений. 11 мая того же года Русское техническое общество (РТО) присудило ему свою высшую награду — золотую медаль. В мае 1893 года он был избран действительным членом РТО.
Несмотря на успех изобретения, в 1889 году партнёры по товариществу «Электрогефест» фактически отстранили Бенардоса от дел, завладев патентными правами. Он продолжал изобретать в других областях, получив в 1887—1891 годах патенты на усовершенствованную систему аккумуляторов, способ приготовления губчатого свинца, тигельное электропаяние и др.
После крушения царского поезда 17 октября 1888 года Бенардос предложил проект реставрации Царь-колокола с помощью электросварки. В 1892 году он опубликовал подробную брошюру, в которой изложил идею не только ремонта колокола, но и создания на его основе «Царь-колокольни» в Москве как памятника чудесному спасению императорской семьи. Проект предусматривал установку колокола на Воробьёвых горах, обсуждался, но не был реализован.

### Последние годы жизни
В конце 1890-х годов здоровье Николая Бенардоса резко ухудшилось из-за отравления свинцом в ходе экспериментов с аккумуляторами. В 1899 году по рекомендации врачей он переехал в Фастов Киевской губернии.
19 (7) декабря 1899 Санкт-Петербургским электротехническим институтом (ЭТИ) Н. Н. Бенардосу было присвоено звание почётного инженера-электрика одновременно с А. С. Поповым и А. Н. Лодыгиным.
Несмотря на болезнь, Бенардос продолжал работать. В 1900 году он разработал способ изготовления стальных борон путём штамповки. В начале 1902 года он участвовал в работе II Всероссийского электротехнического съезда в Москве, где его избрали почётным председателем.
21 (8) сентября 1905 года Николай Николаевич Бенардос скончался в богадельне города Фастова в возрасте 63 лет.

## Семья
Жена (с 1868 года) — Анна Алексеевна Лебедева, дочь лухского содержателя постоялого двора. У Бенардосов родилось пятеро детей: четыре сына и одна дочь. Двое сыновей умерли в раннем детстве. Двое других сыновей получили образование и работали электротехниками.

## Адреса в Санкт-Петербурге
- 1894—1895 — Малая Итальянская улица, д. 6[20];
- 1895—1897 — Ковенский переулок, д. 23[20];
- 1897—1899 — Невский проспект, д. 84[20].

## Память
- В 1981 году отмечалось 100-летие изобретения Н. Н. Бенардосом дуговой электросварки. Эта дата была внесена в календарь ЮНЕСКО «Годовщины выдающихся личностей и исторических событий 1981—1982 гг.». Были выпущены юбилейная медаль и памятные плакаты.
- Почта СССР в мае 1981 года выпустила почтовую марку с портретом Н. Н. Бенардоса в честь 100-летия изобретения электросварки в России ( (ЦФА [АО «Марка»] № 5183) /  (Sc #4934)).Портрет Н. Н. Бенардоса и созданная им электродуговая сварочная горелка. Марка СССР, 1981, 6 коп. Худ. А. Калашников, гравюра Л. Майоровой. ЦФА #5183.

- В посёлке Лух Ивановской области, где Бенардос прожил значительную часть жизни, при участии специалистов Института электросварки имени Е. О. Патона был создан музей, посвящённый его жизни и деятельности. Музей был открыт в июле 1981 года и носит имя изобретателя (ныне Лухский краеведческий музей имени Н. Н. Бенардоса). В том же году в посёлке был установлен памятник Бенардосу (скульптор А. А. Древнецкий, архитектор В. В. Костоглот)[9][21].
- В 1981 году в городе Фастов Киевской области, где Бенардос провёл последние годы жизни и умер, ему также был установлен памятник и открыт мемориальный музей[22].
- В 1981 году на территории Музея народной архитектуры и быта Средней Надднепрянщины в Переяславе (Киевская область) открыт Музей электрификации, включающий экспозицию, посвящённую Н. Н. Бенардосу.
- В октябре 2006 года, к 125-летию изобретения электродуговой сварки, в городе Иваново был открыт бюст Николая Бенардоса[23].
- На базе Ивановского государственного энергетического университета и Аттестационного центра «Сплав» проводится межрегиональный конкурс профессионального мастерства по профессии «сварщик» на переходящий приз имени Н. Н. Бенардоса.
- Модель костюма сварщика Шатурской швейной мануфактуры, предназначенная для сварки в тяжёлых условиях, носит название «Бенардос»[24].

## Изобретения
Н. Н. Бенардос является автором около 200 оригинальных изобретений и усовершенствований в различных областях: электротехнике, обработке металлов, транспорте, сельском хозяйстве, военном деле, бытовой технике. По широте интересов и продуктивности его иногда сравнивают с Леонардо да Винчи. Он заявлял, что целью его работ является «забота о благополучии Родины и облегчении труда народа», и предлагал свои изобретения государству безвозмездно.
Мировую известность Бенардосу принесло изобретение электрической дуговой сварки и резки металлов («Электрогефест») — одного из важнейших современных технологических процессов. Он подробно разработал дуговую сварку угольным электродом («Способ Бенардоса»), но также предложил сварку металлическим электродом, сварку в защитной атмосфере, автоматическую сварку. Бенардоса считают основоположником дуговой электросварки, так как он наметил основные направления её развития и разработал принципы многих современных методов. Кроме того, он создал конструкции сварочных автоматов, разработал способы дуговой резки, подводной сварки и резки, сварки на вертикальной поверхности. Им также были изобретены оригинальные способы точечной и шовной контактной электросварки.

### Список некоторых изобретений Н. Н. Бенардоса
- Аккумуляторы (в том числе усовершенствованные, с использованием губчатого свинца)
- Амперметр
- Антропоэлектрометр (1895)[25]
- Аптекарская ступка
- Бурение твёрдых пород при помощи вольтовой дуги
- Велосипед-сани
- Велосипед с двигателем внутреннего сгорания («взрывчатым двигателем»)[4]
- Ветряной двигатель
- Висячий замок «Болт» (с цифровым механизмом)[4]
- Водоподъёмный насос без цилиндра и поршня
- Воздушный тахометр[4]
- Газовая горелка
- Гребёнка для животных
- Гребной винт изменяемого шага / поворотный[4]
- Гребной руль
- Двигатель-выстрел
- Двигатель, основанный на расширении металлов
- Двухдействующий тормоз для вагонов конно-железных дорог
- Дранестрогальная машина
- Жатвенная машина (жатка-косилка)
- Железнодорожные металлические шпалы
- Зубная пломба (серебряная «пуговка»; 1862)[7]
- Кавалерийская мина
- Керосиновый самовар
- Коммутаторы для ламп накаливания[5]
- Копательная машина
- Коробка для консервов (патент осени 1900)[4]
- Кран для бочек
- Кран для умывальника
- Крыло для летательной машины[4]
- Летательная машина
- Машина для оплётки проводов[5]
- Машина для изолировки проводников лентой[5]
- Машинка для насечки мельничных жерновов (1875)
- Машина для натирания туши
- Машинка для приготовления мороженого[4]
- Металлические ящики для укупорки вин в бутылках
- Механическая прачечная («стиралка-выжималка»)[4][5]
- Паровая кастрюля (скороварка)[4]
- Пароход-вездеход, переходящий мели (1877)[4]
- Пароходное колесо с поворотными лопастями
- Плоский кран
- Плуг с вращающимся отвалом (проект, 1866)[5][9]
- Подвижные платформы для переправки пешеходов через улицы
- Подсвечник для свечей Яблочкова с автоматическим переключением[5]
- Пневматическая поливалка
- Прибор для охлаждения воздуха в жилом помещении[4]
- Прибор для просушки сырых стен в жилых помещениях
- Прибор к токарному станку для нарезки винтов
- Проект моста через Неву в Санкт-Петербурге
- Проект гидроэлектростанции на Неве (1892)[4]
- Проект электропривода
- Пружинный коммутатор на 12 направлений
- Ружейные патроны для дроби
- Ручной станок для прокатки запасных швов
- Самодвижущаяся сухопутная мина[4]
- Сеялка разбросного типа
- Система для запасания сжатого воздуха
- Снаряд для передачи линя с берега на терпящий бедствие корабль (1875)
- Снаряд для перевозки дров и других (малогабаритных) тяжестей (февраль 1877)[4][5]
- Способ гальванизации больших площадей (1887—1891)
- Способ паяния накаливанием
- Способ приготовления губчатого свинца (патент 1899)[5]
- Способ электрической дуговой сварки и резки «Электрогефест» (1881)
- Способы точечной и шовной контактной сварки[3]
- Стальная борона (штампованная, 1900)[5]
- Стальное перо
- Стальные туры
- Угольный реостат
- Фонометр
- Фрейограф (устройство для записи звука?)
- Цилиндрические полые пули[4]
- Цилиндрический аккумулятор
- Штатив с запасными проводниками к лампе накаливания
- Электрическая дуговая лампа[5]
- Электрическая лампочка накаливания
- Электрическая машина
- Электрическая пушка (проект, 1890)[4]
- Электропаяльник для олова
- Электроплавильня
- Электросварочный станок
- Электротигель (для паяния)[5]

## Сочинения
- Проект парохода, переходящего мели и обходящего разные препятствия по рельсовому пути. — СПб., 1890. — 12 с. с илл.
- Проект исправления «Царь-колокола». — СПб., 1890. — 16 с. с илл. и черт.
- Исправление «Царь-колокола» и сооружение в городе Москве всероссийского памятника «Царь-колокольни» в ознаменование события чудесного спасения жизни государя императора и его августейшей семьи при крушении императорского поезда 1888-го года октября 17-го дня / Проект Н. Н. Бенардоса. — СПб.: Типография Ю. Н. Эрлих, 1892. — [Обл., 16 с. текста, 12 л. илл. на отд. л.][17].  (рус. дореф.)
- Проект снабжения города Санкт-Петербурга дешёвым электрическим током для освещения и движения. — СПб., 1892. — 7 с., 1 л. черт.
- Способ переправы войск через реки и другие препятствия, представляемые водой. — СПб., 1896. — 4 с.